# Souaghi (distrito)
Souaghi é um distrito localizado na província de Médéa, Argélia, e cuja capital é a cidade de mesmo nome. A população total do distrito era de 32 426 habitantes, em 2008.[carece de fontes?]

## Comunas
O distrito está dividido em quatro comunas:
- Souaghi
- Djouab
- Sidi Zahar
- Sidi Ziane